# Kościół Świętego Mikołaja Biskupa w Warce
Kościół Świętego Mikołaja Biskupa w Warce – rzymskokatolicki kościół parafialny należący do dekanatu wareckiego archidiecezji warszawskiej.

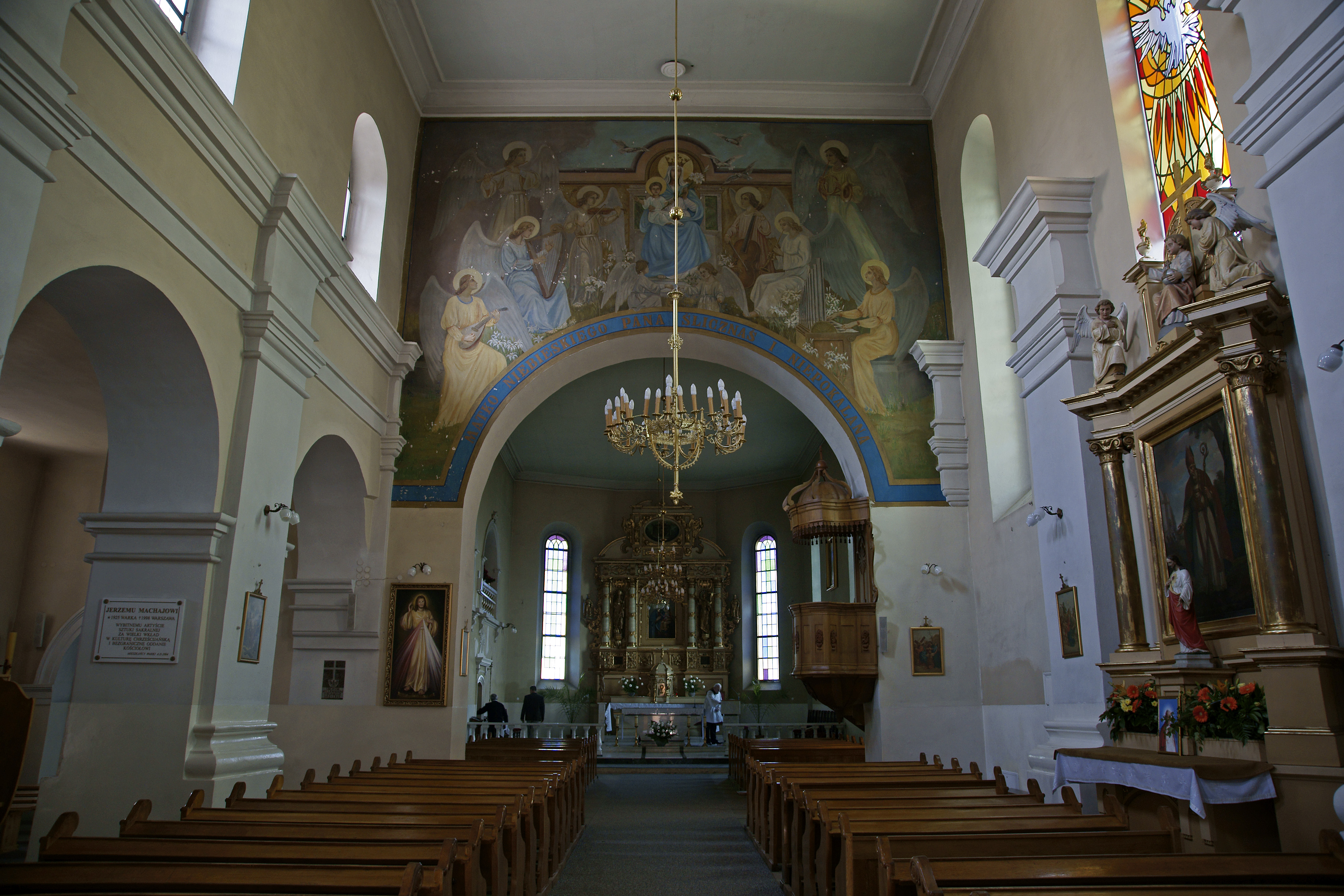
Wnętrze świątyni

Świątynia drewniana została konsekrowana w 1501 roku. Budowa kościoła murowanego rozpoczęła się ok. 1603 roku. W 1616 roku w Warce wybuchł pożar, który spowodował przerwanie budowy. W latach 1623–1635 prace budowlane zostały dokończone. W tym czasie powstała jednonawowa budowla, posiadająca trójbocznie zamknięte prezbiterium oraz dwie, umieszczone symetrycznie kaplice. W 1836 roku świątynia została odrestaurowana i przebudowana, po zniszczeniach z czasów potopu szwedzkiego. W następnych latach stan techniczny kościoła uległ pogorszeniu. Dopiero w I dekadzie XX wieku, podczas urzędowania proboszcza księdza Marcelego Ciemniewskiego budowla została gruntownie wyremontowana. W czasie II wojny światowej kościół został zniszczony, odbudowano go w 1948 roku.
Wewnątrz kościoła znajduje się m.in. ołtarz główny pochodzący z 1610 roku. Znajduje się w nim obraz Matki Bożej z Dzieciątkiem.